# Aloe
Aloe (Aloë) er en planteslægt som indeholder ca. 400 arter af sukkulente planter. Den mest almindelige og mest kendte er Aloe Vera, eller ægte Aloe.
Planteslægten stammer fra Afrika, og er meget udbredt omkring Kap-provinsen i Sydafrika, i Afrikas tropiske bjergegne, på Madagascar og på den Arabiske Halvø.
APG III systemet placerer Aloe i Dødslilje-familien (Asphodeloideae). Medlemmer af de nært forbundne slægter Gasteria, Haworthia og Kniphofia, som har lignende væksttilstande, kaldes populært for aloeplanter. Planten  Agave americana, som også kaldes amerikansk aloe, tilhører en helt anden plantefamilie.
De fleste typer Aloe har rosetstillede, tykke og læderagtige blade. De fleste arter har blade med tænder eller torne langs randen. Blomsterne sidder i et endestillet aks, og de er rørformede i hvide, gule, røde eller lyserøde farver.
| Arter |

- Børstealoe (Aloë aristata)
- Lægealoe (Aloë vera)
- Semperfi (Aloë arborescens)
- Zebraaloe (Aloë variegata)

## Nytte
Der findes mange meget dekorative Aloe-arter, og de er højt værdsatte af sukkulentsamlere. Aloe Vera bruges både indvortes og udvortes pga. medicinske effekter, som understøttes af både naturvidenskabelig og medicinsk forskning. Der findes en geléagtig substans i bladene, som i cremer kan lindre f.eks. solforbrænding. Det bruges også i sæber.
Historisk er menneskets brug af forskellige Aloearter veldokumenteret. Af de mere end 500 forskellige arter af Aloe er kun få traditionelt blevet brugt som urtemedicin, og Aloe vera er den mest brugte. Desuden har Aloe perryi (fra Nordøstafrika) og Aloe ferrox (fra Sydafrika) været brugt. Grækerne og Romerne brugte Aloe vera til at behandle sår. I Middelalderen blev den gule saft fra bladene brugt som afføringsmiddel. Frisk Aloe som indeholder aloin bruges som laksativ, hvor i mod forarbejdet Aloe vera-saft ikke indeholder betydelige mængder aloin.
Nogle arter, specielt Aloe vera, bruges i alternativ medicin og til førstehjælp i hjemmene. Både bladenes frugtkød og det harpiksholdige gule aloin bruges udvortes til at lindre ubehag på huden. Som urtemedicin benyttes Aloe vera-saft indvortes mod fordøjelsesbesvær. Nogle moderne forskningsstudier har antydet, at Aloe vera kan bremse sårheling sammenlignet med andre former for behandling. Andre studier og kliniske forsøg har ikke bevist at Aloe vera skulle have en kraftig medicinsk effekt.
I dag benyttes Aloe vera både ind- og udvortes til mennesker. Bladene indeholder en gelé, som bruges til at lindre mindre forbrændinger, sår og forskellige hudirritationer som eksem og ringorm. Geléens effekt optræder umiddelbart, og den menes at danne en film over såret, som reducerer risikoen for infektion. Brugen af denne urtemedicin blev populært i 1950'erne i mange vestlige lande. Der er relativt få studier af effekten af indtagelse af Aloegelé. Visse indholdsstoffer i Aloe hæmmer muligvis tumorvækst. Dyreforsøg har indikeret at Aloeekstrakter har en betydelig anti-hyperglykæmisk effekt, hvilket kunne være nyttigt i behandling af Type-2 diabetes. Der er dog ikke vist samme effekt i mennesker.

### Aloin
Der findes to klasser af aloiner: nataloin og barbaloin. Ved reaktion mellem nataloin og salpetersyre fås pikrinsyre og oxalsyre. Ved tilsvarende reaktion med barbaloin fås aloetinsyre (C7H2N3O5), chrysamminsyre (C7H2N2O6), pikrinsyre og oxalsyre, og reaktionsblandingen farves rød. Barbaloiner kan inddeles i to undergrupper: a-barbaloin fra Barbados Aloe og b-barbaloin fra Socotrine og Zanzibar Aloe. Nataloin (2C17H13O7·H2O) danner kraftigt gule flager, mens Barbaloin (C17H18O7) danner prismeformede krystaller. Mange Aloe-arter indeholder også spor af flygtige olier.

## Billeder
- Aloe arborescens
- Aloe aristata
- Aloe dichotoma
- Aloe hereroensis
- Aloe parvula
- Aloe peglerae
- Aloe maculata (A. saponaria)
- Aloe maculata blomst
- Aloe sophie
- Aloe speciosa
- Aloe striatula
- Aloe rauhii
- Aloe vera - Museum specimen